# نگارخانه ملی ویکتوریا
نگارخانه ملی ویکتوریا (انگلیسی: National Gallery of Victoria) موزه هنر در ملبورن استرالیا است که در سال ۱۸۶۱ بنیان گذاشته شده است و به اختصار، ان‌جی‌وی (NGV) خوانده می‌شود. این موزه، قدیمی‌ترین، بزرگ‌ترین و پربازدیدترین موزه استرالیاست.
نگارخانه ملی استرالیا، همین‌طور مجموعه‌ای دانشنامه‌ای از هنر را شامل دو مجموعه در خود جای داده است: اول، ان‌جی‌وی بین‌المللی واقع در خیابان کیلدا در حوزه هنر سوت‌بنک ملبورن و دومی، ان‌جی‌وی استرالیا با نام مرکز ایان پاتر واقع در نزدیکی میدان فدراسیون. ساختمان خیابان کیلدا، توسط روی گروندز طراحی و در سال ۱۹۶۸ بازگشایی شده و پیش از بازگشایی در سال ۲۰۰۳، توسط ماریو بلینی، توسعه داده شده است. این ساختمان که مجموعه اثار هنری از سراسر دنیا را در خود جای داده، در ثبت میراث ویکتوریا قرار گرفته است. مرکز ایان پاتر که در سال ۲۰۰۲ بازگشایی شد، توسط استودیوی ایان پاتر طراحی شده و نگارخانه مجموعه هنر استرالیایی را در خود جای داده است.

## نگارخانه

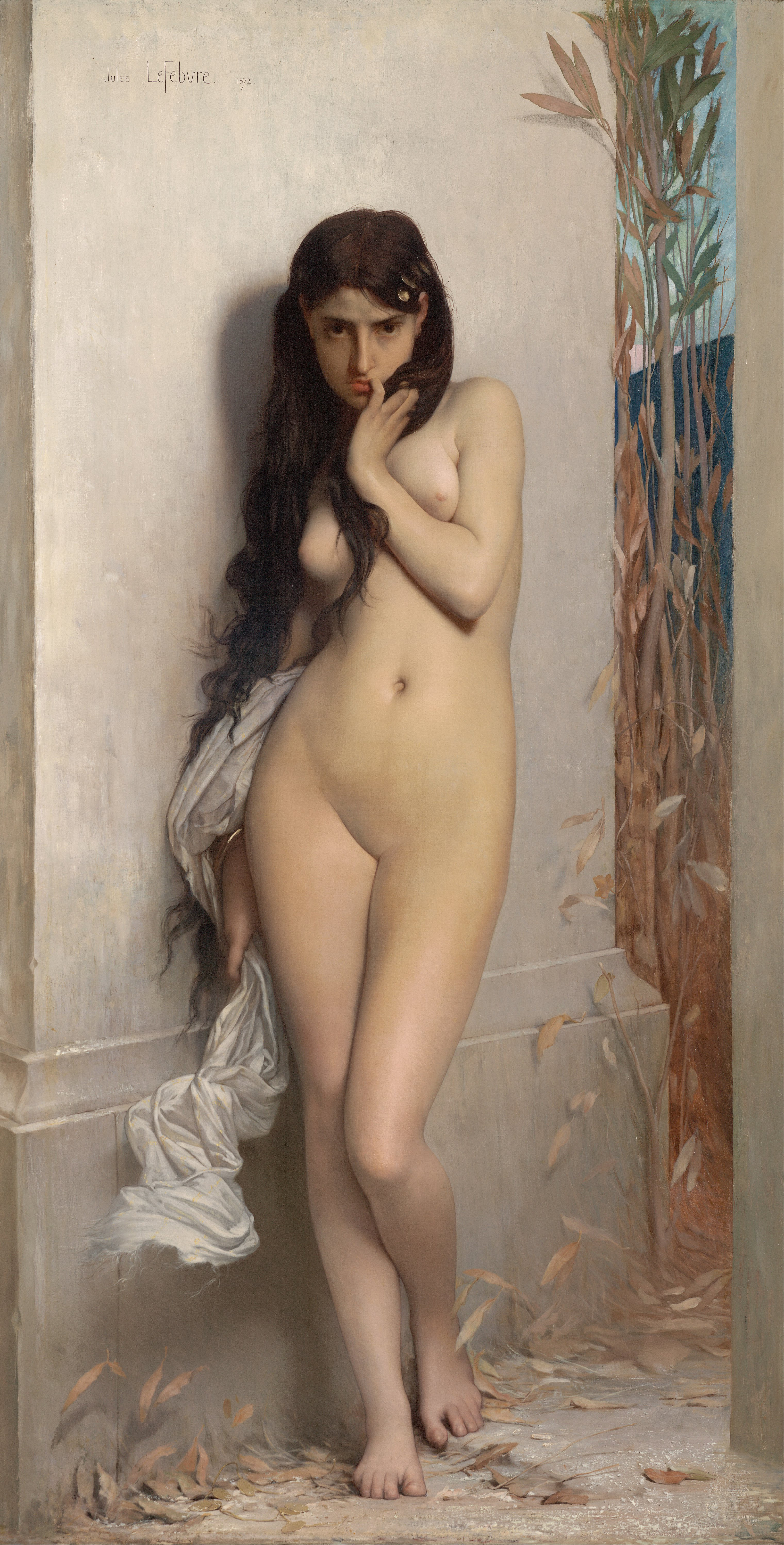
ملخ ۱۸۷۲ م. اثر ژول لوفور
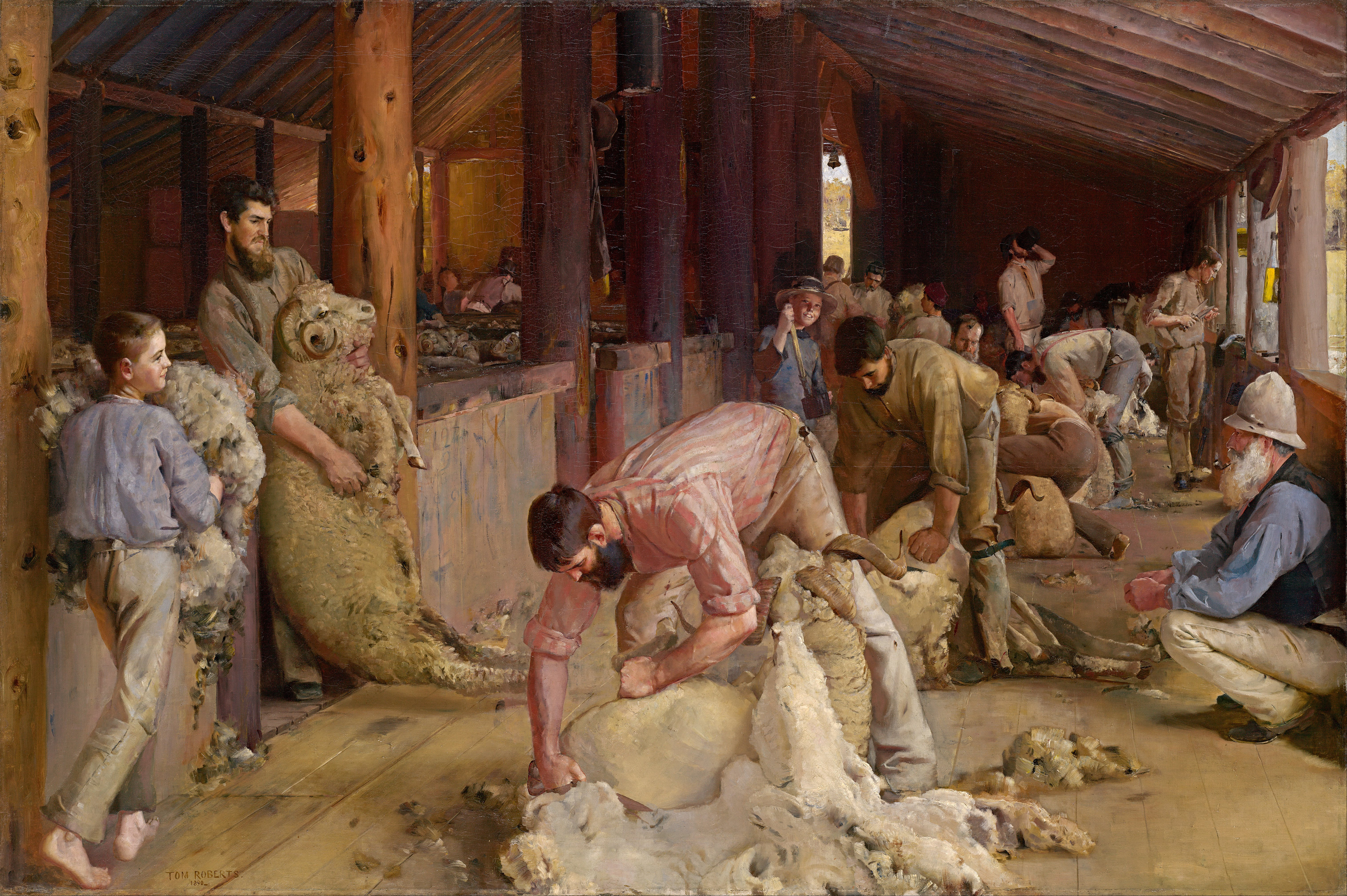
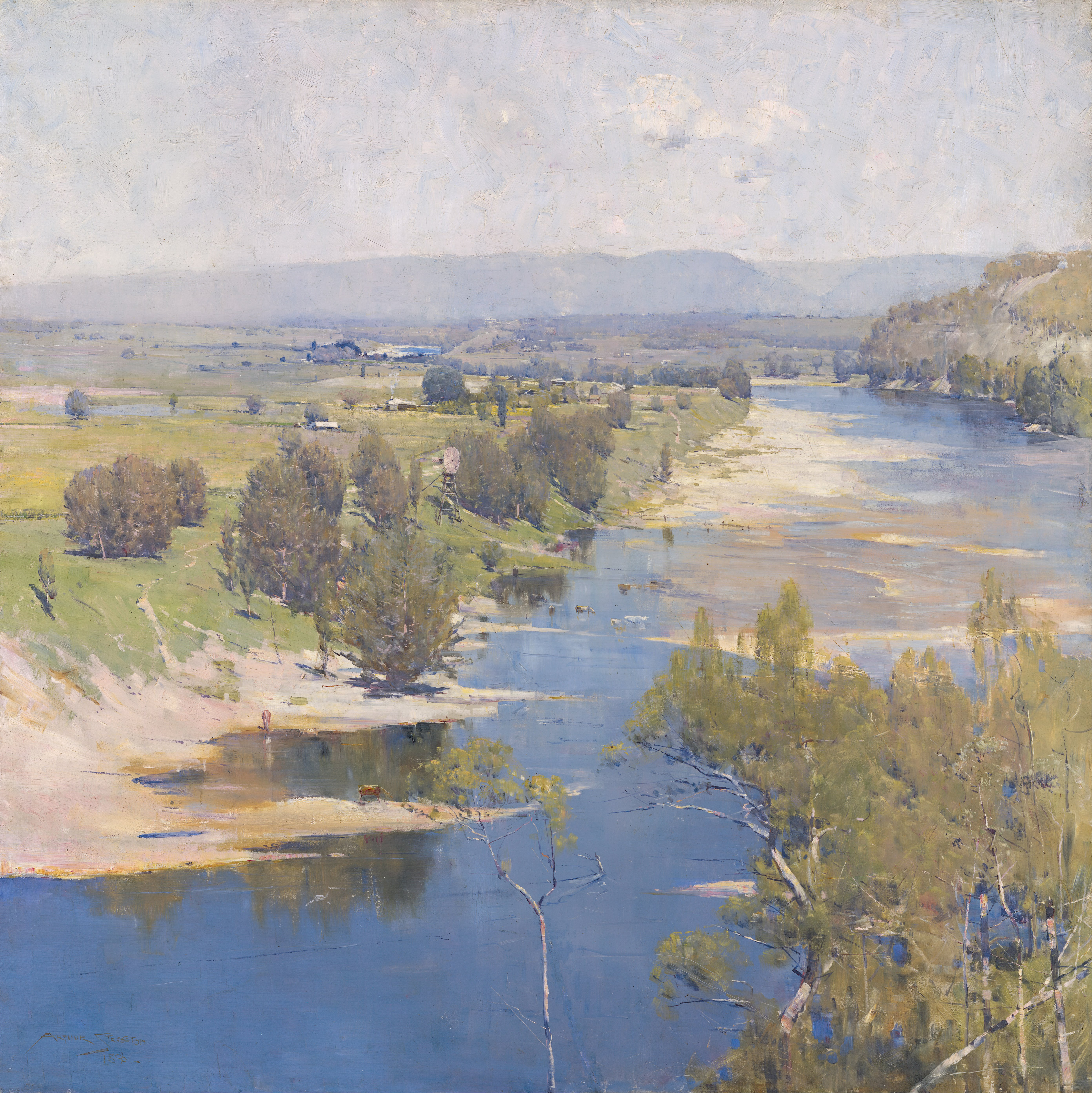
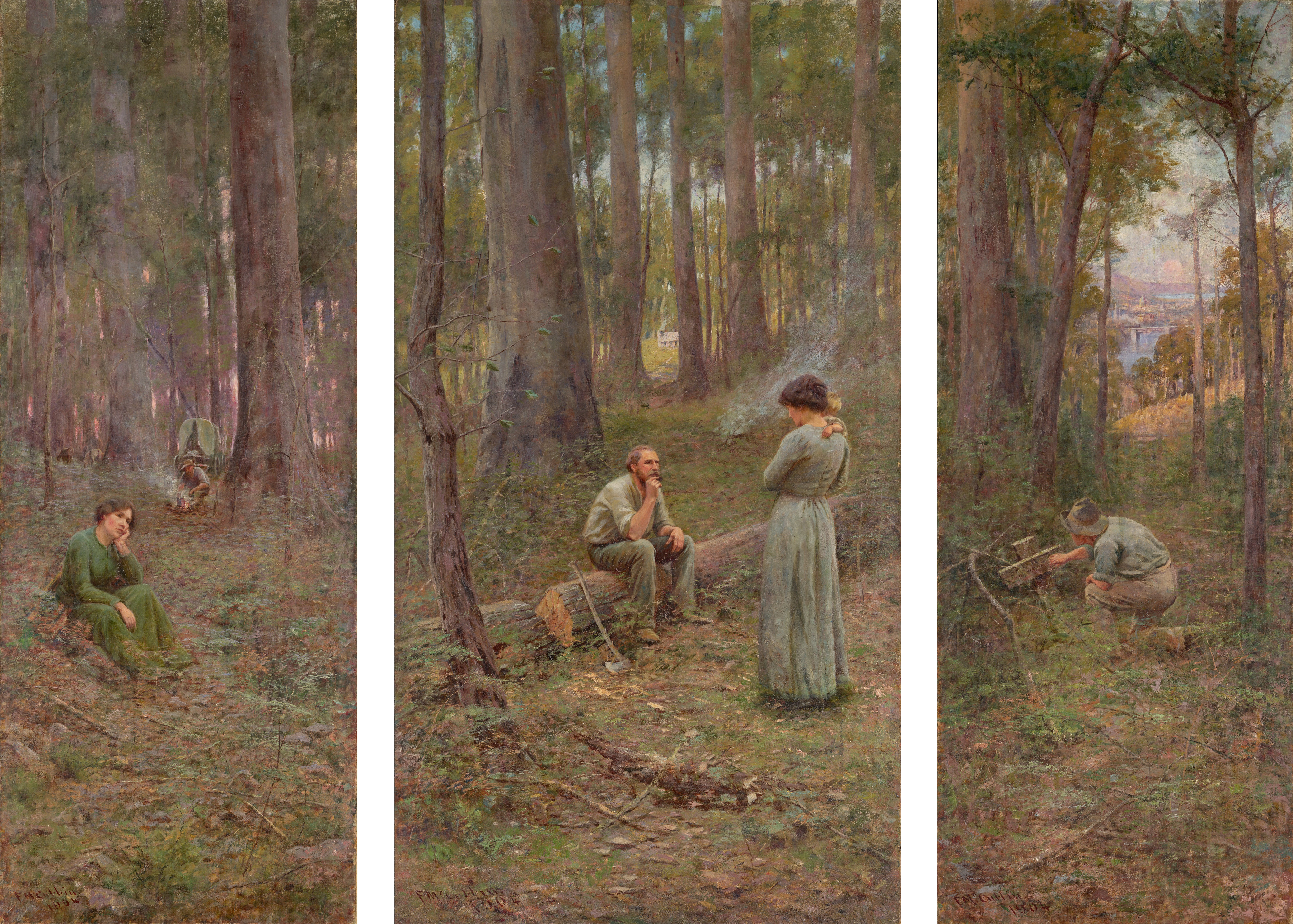
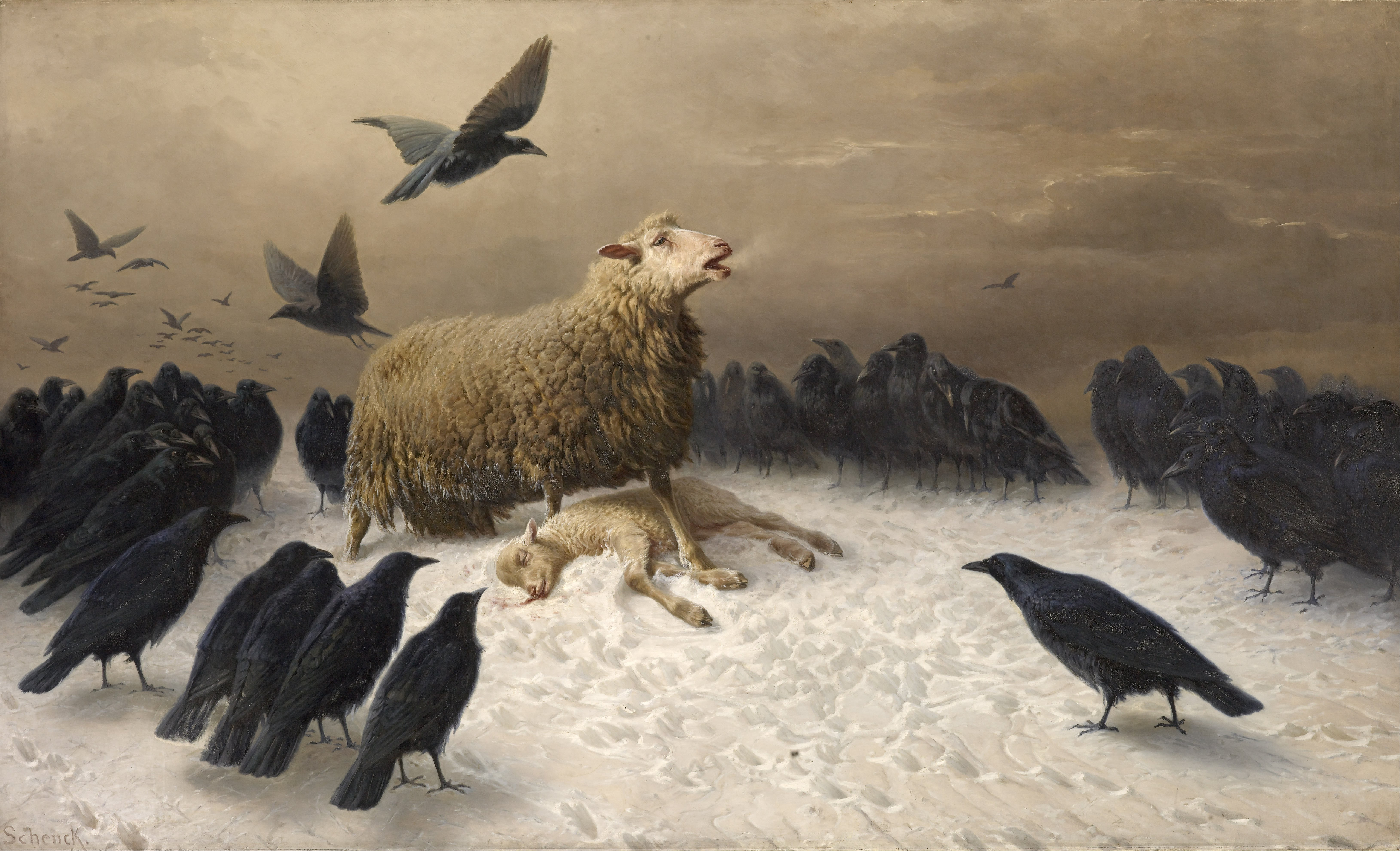
غم ژرف
۱۸۷۶الی ۷۸ م.
اثر آگوست فریدریش شنک